# Sebastian Weiß (Leichtathletiktrainer)
Sebastian Weiß (* 27. Juli 1985 in Thedinghausen, Niedersachsen) ist ein deutscher Trainer in der Leichtathletik. Er ist Vereins- und Bundestrainer für den Mittel- und Langstreckenbereich der Frauen und Nachwuchsathletinnen.

## Werdegang
Weiß wuchs in der Nähe von Bremen und in Schleswig-Holstein auf. 
Er war Mittelstreckenläufer und Norddeutscher Meister im 3000-Meter-Lauf. Seine Bestzeiten sind 1:52,61 Minuten beim 800-Meter-Lauf und 3:53,48 Minuten über 1500 Meter sowie 15:03 Minuten auf den 5000 Meter.
Nach Abitur und Zivildienst begann er ein Studium der Sportwissenschaften an der Deutschen Sporthochschule Köln (DSHS) und nahm während seines Studiums im Jahr 2008 beim ASV Köln seine erste Tätigkeit als Trainer auf. 
2012 übernahm er den Mittelstreckennachwuchs beim TSV Bayer 04 Leverkusen und schloss 2013 sein Studium als Master ab. Während des Studiums arbeitete Sebastian Weiß zusätzlich bei der Sportmanagementagentur rosenbaum nagy für das Diabetes Programm Deutschland.
Im Herbst 2016 übernahm Weiß bei Bayer Leverkusen als Nachfolger von Paul-Heinz Wellmann die Gesamtverantwortung für den Laufbereich und betreute etwa 20 Sportler, darunter Konstanze Klosterhalfen, Sanaa Koubaa-Schretzmair, Lena Klaassen und Sarah Schmidt. 
Seine Trainerstelle in Leverkusen ist ein 40-Stunden-Vertrag und wird mischfinanziert aus Mitteln des Deutschen Leichtathletik-Verbandes (DLV) und des Vereins TSV Bayer 04 Leverkusen. Entlastung im Jugendbereich erhielt er im Herbst 2017 durch den Jugendtrainer Moritz Elze. Weiß ist DLV-Stützpunkttrainer Leverkusen Aktive Mittel- und Langstrecke. Zu seiner Trainingsphilosophie äußerte Weiß, dass er in unterschiedlichen Vereinen mit unterschiedlichen Trainern vielfältige Erfahrungen gesammelt sowie unterschiedliche Trainingskonzepte kennengelernt habe und daher kein Fitmacher für schnelle Erfolge sein wolle, sondern auf Geduld setzte und langfristig plane.
Seit Januar 2018 ist Weiß als Nachfolger von Henning von Papen auch Bundestrainer für den Mittel- und Langstreckenbereich der Frauen.